# Jean Bingen
Pour les articles homonymes, voir Bingen.
Jean Bingen est un papyrologue et épigraphiste belge, né à Anvers (Belgique), le 26 mars 1920 et mort à Woluwe-Saint-Pierre (Belgique), le 6 février 2012, spécialisé dans l'histoire et les civilisations grecque et romaine, en particulier en Égypte, l'histoire économique de l’Égypte ptolémaïque (étude du Papyrus Revenue Laws), la papyrologie et l'épigraphie grecques (notamment les ostraca d’El Kab), l'archéologie grecque et romaine (Alba Fucens, Argos, Delphes, Thorikos, El Kab), l'épigraphie grecque et latine (Grèce : notamment Attique, Delphes, Péloponnèse et Thorikos ; Égypte), la numismatique grecque (Thorikos) et romaine (El Kab), la philologie et littérature grecques (Ménandre).

## Carrière
- 1945. Docteur en philologie classique.
- 1944-1957. Professeur de grec dans l’enseignement secondaire, notamment à Spa, Deurne (Anvers) et enfin à l’Athénée d’Etterbeek.
- 1947-1949. Séjours de recherches à Oxford, Londres, Prague et Rome.
- 1950-1990. Chargé de cours, puis professeur (1957) à la Faculté de philosophie et lettres de l’Université libre de Bruxelles ; recteur adjoint (1967-1968) ; doyen de la Faculté de philosophie et lettres (1970-1973).
- 1952-1954. Membre de l’École française d'Athènes.
- 1963-1992. Secrétaire général du Comité des Fouilles Belges en Grèce (principalement actif à Thorikos).
- Depuis 1963. Directeur de la Fondation égyptologique Reine Élisabeth (Bruxelles).
- 1972-1990. Directeur du Centre de papyrologie et d’épigraphie grecque de l’Université libre de Bruxelles.
- Depuis 1993. Président de la Fondation archéologique de l’Université libre de Bruxelles.
- 1996. Membre, puis Directeur de la Classe des Lettres de l'Académie royale des sciences, des lettres et des beaux-arts de Belgique[2] (Bruxelles).
- Secrétaire Général (1996-1998), puis Secrétaire Général honoraire du Conseil International de la Philosophie et des Sciences Humaines[3] près l’UNESCO.
- 1999. Correspondant étranger, puis associé étranger[4] de l'Académie des inscriptions et belles-lettres (Paris).
- Commandeur de l'Ordre de la Couronne (Belgique) et Grand Officier de l'Ordre de Léopold (Belgique).

## Activités archéologiques
- Fouilles à Alba Fucens (1949-1952), Argos, Thorikos (1963-1986) ;
- Membre de la Société Royale de Numismatique de Belgique (Bruxelles), de la Society of Antiquaries of London, du Deutsches Archäologisches Institut (Berlin), de la Societas Philologorum Polona et de l’Association internationale des Papyrologues[5] (secrétaire de 1961 à 1992, président d’honneur).
- Président du Comité des fouilles belges en Égypte (depuis 1963), ancien membre du Conseil de Fondation et du Comité scientifique de la Fondation Hardt pour l'étude de l'antiquité classique[6] (1980-1995), membre de la Kommission für Papyrologie de l’Heidelberger Akademie der Wissenschaften et du Comité scientifique international du Supplementum Epigraphicum Graecum[7] (depuis 1976).
- Directeur du programme international de fouilles au Mons Claudianus (Égypte, 1987-1993).

## Publications (liste partielle)
- Papyrus Revenue Laws, 1952.
- Les Roettiers, graveurs en médailles des Pays-Bas méridionaux, 1952.
- Menander. Dyscolos, 1960,1964.
- Choix de papyrus grecs. Essai de traitement automatique (en collaboration), 1968.
- Au temps où on lisait le grec en Égypte. Catalogue de l’exposition de papyrus et d’ostraca, 1977.
- Le papyrus Revenue Laws. Tradition grecque et adaptation hellénistique, 1978.
- Fouilles d’Elkab. III, les ostraca grecs (O. Elkab gr.), 1989.
- Pages d’épigraphie grecque. Attique-Égypte (1952-1982), 1991.
- Mons Claudianus. Ostraca graeca et latina I (O. Claud. 1 à 190), en collaboration avec A. Bülow-Jacobsen, W. E. H. Cockle, H. Cuvigny, L. Rubinstein et W. Van Rengen.
- Mons Claudianus. Ostraca graeca et latina II (O. Claud. 191 à 416), en collaboration avec A. Bülow-Jacobsen, W. E. H. Cockle, H. Cuvigny, Fr. Kayser et W. Van Rengen, 1992-1997.
- Pages d'épigraphie grecque II Égypte (1983-2002), 2005
- Hellenistic Egypt: Monarchy, Society, Economy, Culture, trad. par R. Bagnall, 2007